# 北港処分地

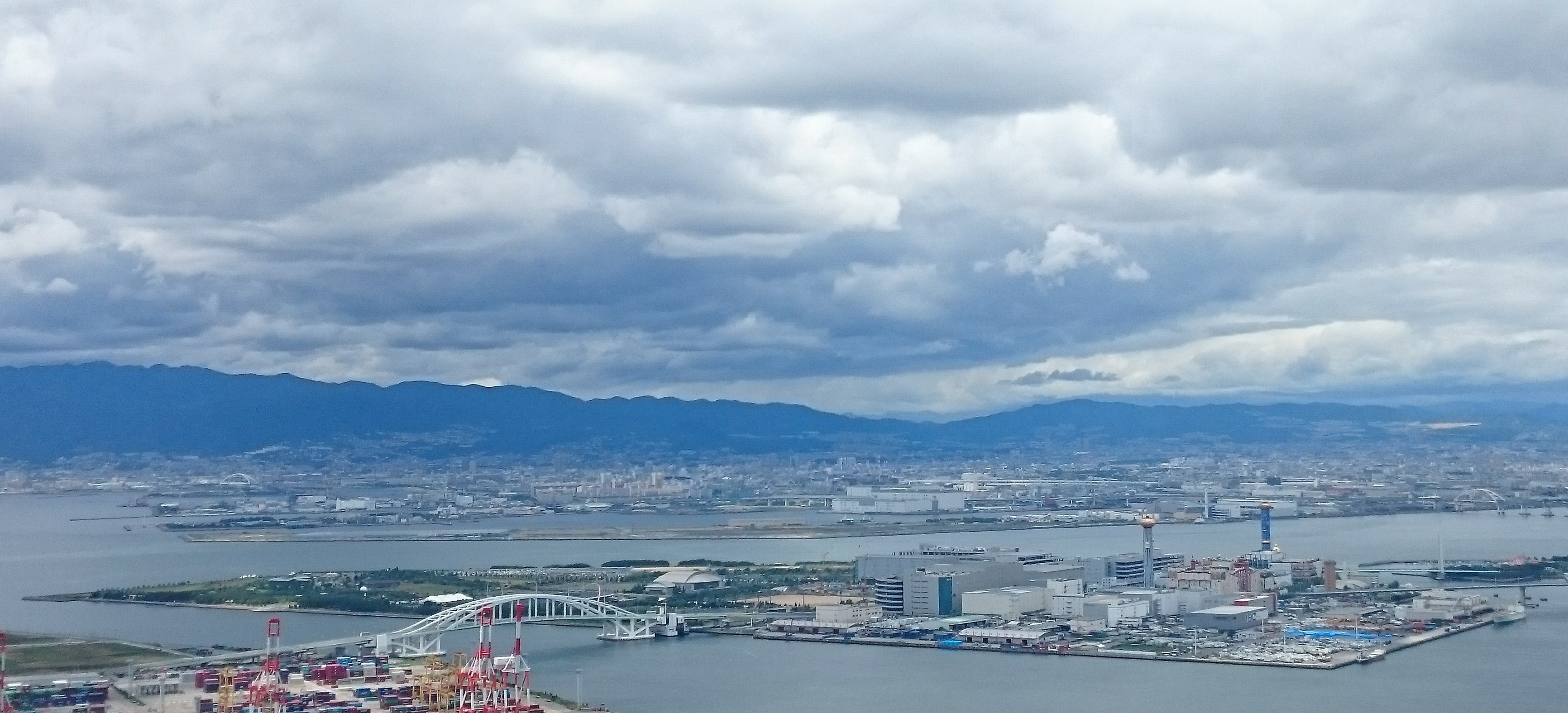
北港処分地北地区（舞洲）

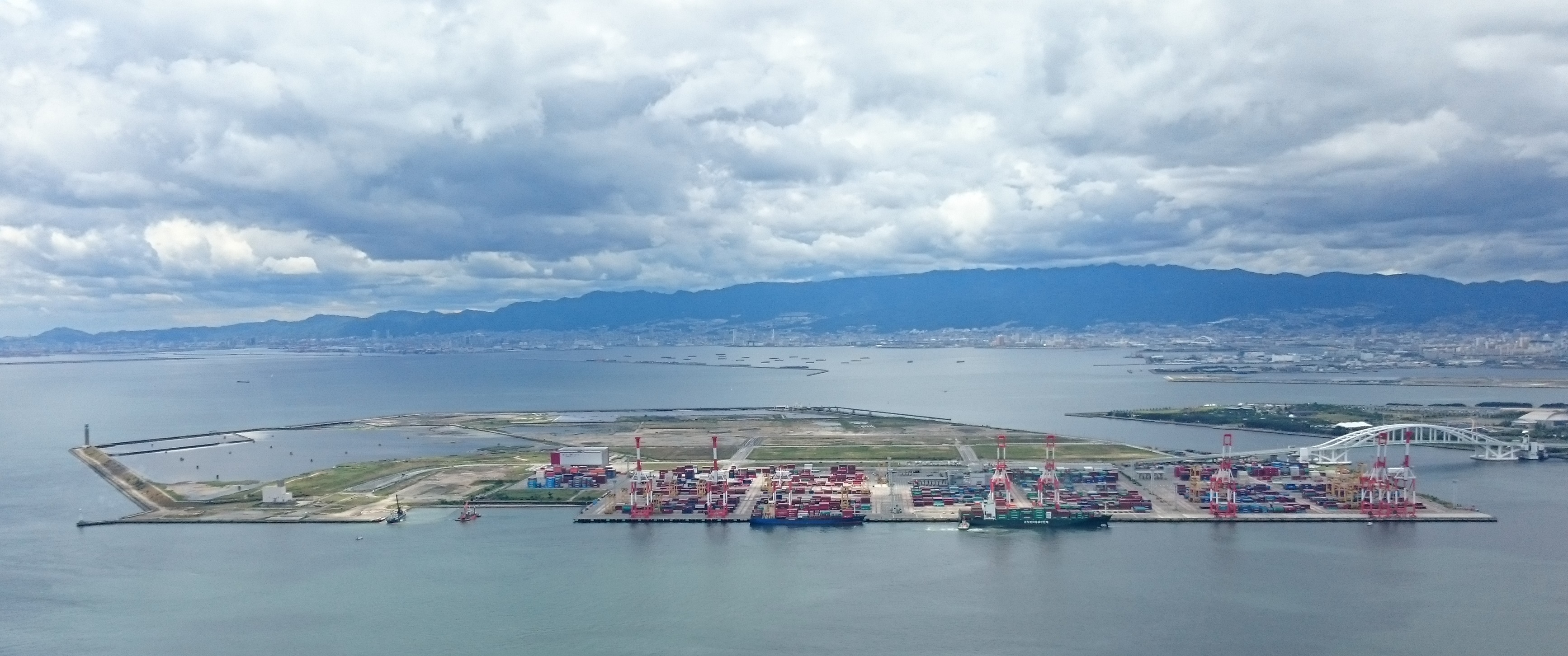
北港処分地南地区（夢洲）

北港処分地（ほっこうしょぶんち、英語: Hokko Landfill Site）は、大阪府大阪市此花区の大阪湾上にある廃棄物最終処分場である。北地区（舞洲）と南地区（夢洲）に分かれている。

## 概要
戦後、高度経済成長期のごみ排出量の急増により埋立処分量が増加し、1971年 (昭和46年) 度には年間の埋立処分量が約73万トンとピークに達した。一方で大阪港の港湾整備や維持管理にともなって発生する浚渫土砂の量も増大、その上内陸部の公共工事による建設発生土や上下水道汚泥も大量に発生し、それらを適正に処分するための大規模な処分場の確保が求められた。このため、1965年（昭和30年）以降整備された南港処分地（現在の南港中央公園）、矢倉処分地、鶴見処分地（現在の鶴見新山）の3つの処分場の埋立が終了すると、大阪市はこれ以上内陸部に大規模な埋立地を確保することは不可能であると判断し、大阪港海面での埋立を行うこととした。
そして、このような廃棄物や土砂を処分するための新たな海面処分場として、1971年（昭和46年）に北港処分地北地区、1975年（昭和50年）に北港処分地南地区を設けることが決定した。
島としての名称は1991年（平成3年）、公募によって命名され、北地区は「舞洲」、南地区は「夢洲」と名付けられた。

### 北地区（舞洲）
北港処分地北地区は、大阪港整備計画による港湾造成のための埋立地の一部を処分地として利用するもので、総面積 2,089,000m²の島型の区画を3つに分け、1区には一般廃棄物（家庭ごみ等）や上下水道の汚泥、2・3区には大阪港と内陸河川の浚渫土砂や公共建設発生土が埋立処分された。
1973年（昭和48年）12月に埋立が開始され、1987年（昭和62年）度に一般廃棄物の受入が、1991年（平成3年）度には浚渫土砂の受入が終了し、竣功。その後廃棄物の処理及び清掃に関する法律による廃止届が提出され、処分場としての役目を終えた。

### 南地区（夢洲）
1977年（昭和52年）に公有水面埋立免許を取得、1985年（昭和60年）6月に埋立が開始された。面積は約390ヘクタールで4工区に分割されており、西側の1区は一般廃棄物および産業廃棄物、中央部の2・3区は建設発生土および浚渫土砂、東側の4区は建設発生土が埋立処分されている。また、2・3・4区には海砂・山砂といった購入土砂も埋め立てられている。特に2区は2025年日本国際博覧会（大阪・関西万博）が2018年（平成30年）に開催決定したことに伴い、同地が会場用地となる予定だったことから土地造成を早期に完成させる必要があったため、2019年（平成31年）3月より購入土砂を埋め立て、これまで7年かかると見込まれてきた工期を3年に、約4年短縮させた。
2013年2月から9月にかけて、東日本大震災で発生した岩手県宮古市などの瓦礫が舞洲の大阪広域環境施設組合舞洲工場で焼却処理された上で1区に埋立処分された。
先行して4区が竣功し、夢洲コンテナターミナルとして整備された他、3区も埋立が完了しており、2区では現在、受入対象残土が夢洲域内の工事に伴う陸上発生残土のみとなっている。
計画当初とは社会情勢が変化し、市民の環境問題への関心の高まりからごみの減量が進んだこと、低成長時代に入り公共工事が減少したことなどから処分量は減少し、現在でも埋立が行われているが、未竣功区域も埋め立てが完了した区域から段階的に土地利用が開始されている。